# Wonga (Australien)
Wonga ist ein Ort bestehend aus wenigen Häusern im australischen Bundesstaat Victoria in der Region Gippsland. Er gehört in die LGA South Gippsland Shire.

## Geografie
Wonga grenzt im Osten und Süden an die Woorarra Plantation. Der Ort Boolarong ist rund zwei Kilometer nach Norden entfernt, das Zentrum von Woorarra West rund drei Kilometer nach Westen an Woorarra West. Von Melbourne im Nordwesten sind es rund 180 Kilometer, nach Foster im Süden rund zehn Kilometer. 